# 韓国女性労働者会
韓国女性労働者会（かんこくじょせいろうどうしゃかい、略称「韓国女労」（한국여노））は、女性労働者の社会的地位の向上と、平等実現を通じた、人間らしい生活を実現するために活動している韓国の女性団体、労働運動組織である。

## 経緯
- 1987年3月：韓国女性労働者会創立。これ以降各地で女性労働者会が発足した。
- 1992年7月11日：全国組織として「韓国女性労働者会協議会」（한국여성노동자회협의회）が発足（ソウル、仁川、富川、城南、釜山、光州の女性労働者会）。
- 1995年6月：非営利社団法人として認可を受ける。
- 2009年現在、全国10カ所（ソウル、仁川、安山、富川、水原、大邱、馬山・昌原、釜山、光州、全北）に地域女性労働者会を置いている。[1]

## 活動
- 女性雇用専門相談窓口「平等の電話」相談事業
- 女性失業対策本部発足（1998年6月〜）及び運営
- 女性学校、会員研修会、想像力ワークショップなどの教育事業
- 3・8世界女性の日記念行事、男女雇用平等月間記念行事
- 情報化事業
  - 「仕事をする女性達のネットワーク」ホームページ運営
  - 様々なネットワークに女性の求人や求職情報などの情報提供
- 女性の職業能力開発のための教育訓練事業および福祉事業
  - 釜山「地域で仕事をする女性の家」
  - 九老「仕事をする女性の家」
  - 安山「女性勤労者福祉センター」
  - 富川「女性勤労者福祉センター」
- 『仕事をする女性』発刊事業。英文『Working Women』創刊
- 政策開発および調査研究報告書の発刊事業
- 国際連帯事業、各種交換、交流プログラムおよび国際会議への参加